# Sundern
Sundern település Németországban, azon belül Észak-Rajna-Vesztfália tartományban. Lakosainak száma 27 783 fő (2023. december 31.). Sundern Plettenberg, Neuenrade, Balve, Arnsberg, Meschede, Eslohe és Finnentrop községekkel határos.

## Népesség
A település népességének változása:
| Lakosok száma | 25 175 | 27 871 | 27 802 | 27 511 | 27 741 | 27 783 |
|               | 1975   | 2017   | 2019   | 2021   | 2022   | 2023   |